# スーパーナビゲッティーズ
SUPER NAVIGETY'S!（スーパー ナビゲッティーズ）は、札幌に存在した芸能事務所「フェニックスプロモーション」に所属し、札幌市を中心として活動していた女性ダンスグループ。2003年8月結成、2006年10月解散。

## 来歴
- 「シルバーレコード」という横浜銀蝿の嵐が社長を務めるレコード会社が、北海道のアーティストを発掘・育成するため 2002年夏に「White Storm レーベル」を設立。その付属のタレントスクールに「White Storm タレントアカデミー」があり、「スーパーナビゲッティーズ！」は同アカデミーの生徒であった。
- 2003年8月、「河合絵里香 with SUPER NAVIGETY’S!」としてデビュー。
- 2003年12月、札幌ペニーレーン24でデビューイベントを行う。
- 2004年10月、NHK「POP JAM」出演。
- 2005年10月、手島いさむ（元ユニコーン）のプロデュースでアルバム全国発売。
- 2006年10月、公表無しの解散。
- 2008年5月、リーダー・AIRIがブログ上[1]で解散していたことを公表。

## メンバー
- HARUKA（大月明香）-2005年4月脱退
- CHIZURU（上岡千鶴、1989年4月10日 - ）2005年4月加入
- AIRI（木村愛里、1989年7月6日 - ）リーダー
- MAYUKA（佐藤真由香、1987年10月30日 - ）
- 基本の立ち位置は、左からCHIZURU、AIRI、MAYUKA

## ディスコグラフィー

### シングル
- Lucy（2004年7月）

### アルバム
- LOVE&PEACE1（2003年8月20日）

- サイクリング（2005年10月）

### DVD
- SUPER NAVIGETY'S! LIVE2004

## 出演

### TV
- よるなび（2004年9月11日）
- なまら山わさび(テレビ北海道)
- えきスタ＠noon(北海道文化放送)

### ラジオ
- SUPER NAVIGETY'S!（ラジオカロスサッポロ）高橋由佳、久保田真奈美と
- YASUのスーパー・ナビ2・ラジオ塾（北海道放送）
- スーパーナビゲッティーズ!（AIR-G'）
- ハイプレ☆アイドル道場(HBCラジオ)

### CM
- 自遊空間
- タウンプラザの日本地建